# (73857) Hitaneichi
(73857) Hitaneichi – planetoida z pasa głównego asteroid okrążająca Słońce w ciągu 3,36 lat w średniej odległości 2,24 j.a. Została odkryta 16 listopada 1996 roku. Przed nadaniem nazwy planetoida nosiła oznaczenie tymczasowe (73857) 1996 WA3.